# Отбивочный шнур

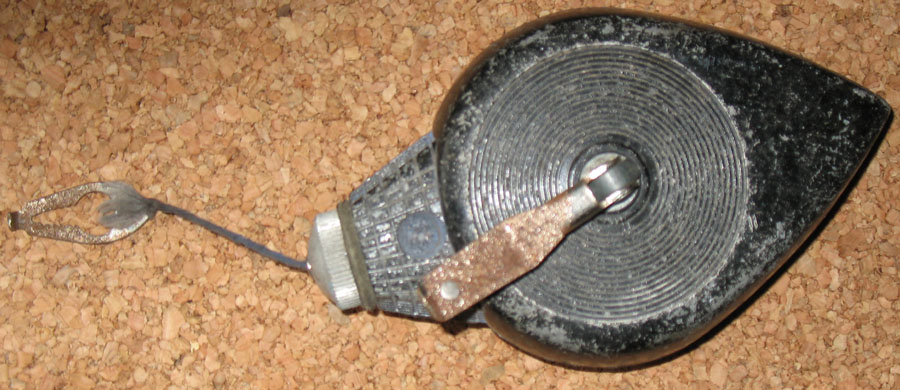
Отбивочный шнур

Отбивочный шнур (малярный шнур, трассирующий шнур, мелованная нить) — это разметочный инструмент для нанесения прямых длинных линий на относительно плоских поверхностях. При помощи отбивочного шнура можно нанести на поверхность линии гораздо большей длины, нежели при использовании других инструментов.

## История
Отбивочный шнур использовали ещё древние египтяне, и он беспрерывно используется до наших дней. Древние строители и плотники натирали верёвку мелом (отсюда название - мелованная нить) или сажей, и натягивая и отпуская верёвку вдоль стены или бревна, получали требуемую линию. Хотя инструмент с того времени видоизменился, но принцип остался тот же.

## Устройство
Корпус выполнен из прочной пластмассы, реже металла. Внутри корпуса размещена катушка, на которую намотан сам шнур и красящий порошок - пигмент. Через отверстие в корпусе, шнур выпускается наружу. На конце шнура закреплен специальный лепесток — для его фиксации. Катушка соединена с воротом, который используется для сматывания шнура. Отверстие для засыпания пигмента закрыто герметичной крышкой.

## Пигмент
В качестве пигмента, обычно, применяется специальный красящий порошок или жидкость.Распространённые цвета пигмента — синий, красный, чёрный, белый. Отличаются хорошей стойкостью к ветру и воде,  хорошо видны на основании.

## Использование
Широко используется в строительстве, плотничестве. Очень часто отбивочный шнур применяется для разметки при облицовочных работах и монтаже гипсокартоных конструкций. При помощи отбивочного шнура удобно наносить разметку на грубую, неотёсанную древесину. Для обозначения  горизонтальной линии на строительстве отбивочный шнур применяют совместно с водяным уровнем. Разметка отбивочным шнуром — быстрый и лёгкий метод нанесения прямолинейной разметки, на расстояния превышающие длину реек, шин, линеек и так далее. Для нанесения разметки шнур вытягивается из корпуса, конец шнура устанавливается на отметке, а корпус шнура устанавливается на второй отметке.
Затем шнур, желательно в центре, оттягивается пальцами от поверхности и быстро отпускается. Из-за удара шнура о поверхность, красящий порошок со шнура осаждается на поверхность прямо под шнуром. После применения шнур сматывается в катушку при помощи встроенного ворота. 

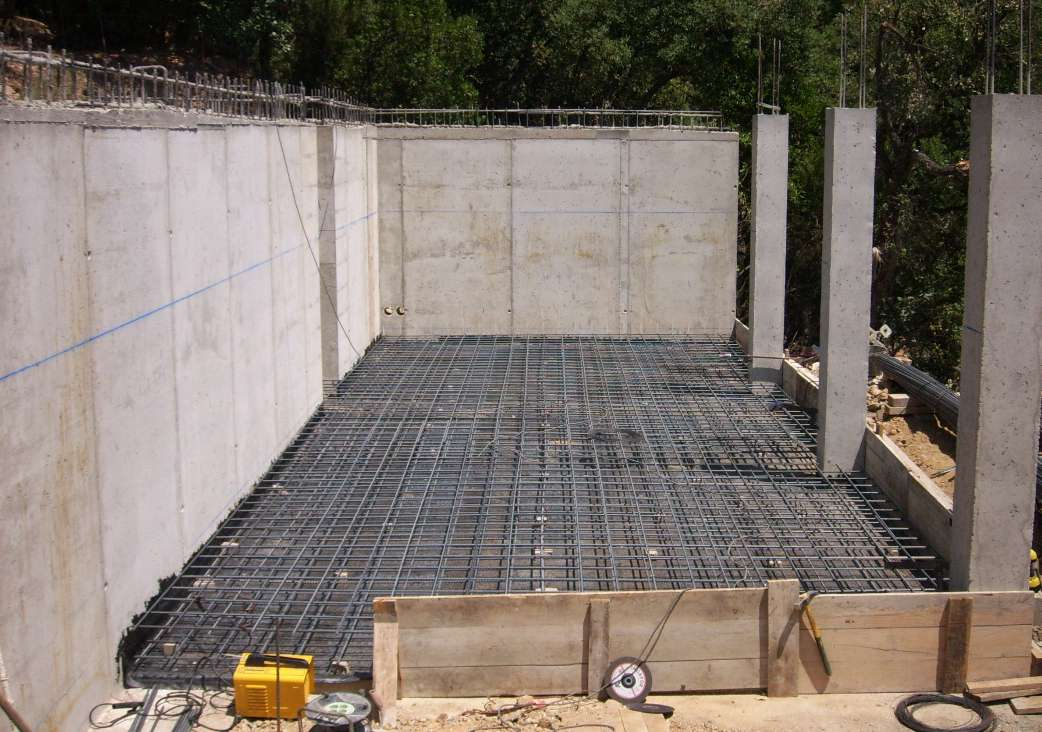
Линия, нанесенная при помощи отбивочного шнура

## Недостатки
- Линию, отбитую шнуром, не всегда хорошо видно на поверхности;
- в некоторых ситуациях невозможно обойтись без напарника;
- на больших расстояниях шнур может провисать и линия искажаться;
- при отбивке линии на неровной поверхностях, шнур ударяясь об выступы оставляет след, однако во впадинах шнур поверхности не касается и линия видна не полностью[1]

## Перспективы применения
Хотя в последнее время и используются лазерные уровни и нивелиры, которые являются прямым конкурентом отбивочному шнуру, однако ввиду своей большей стоимости распространены они не широко. Ввиду своей дешевизны и простоте отбивочный шнур будет ещё использоваться долго.

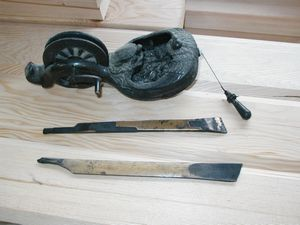
Сумицубо

## Интересные факты
В восточной Азии вместо пигмента используются чернила. Шёлковый шнур намотан на барабан, и такое приспособление называется на японском языке сумицубо. Полость катушки заполнена волокнами хлопка, которые пропитаны чернилами. Нить, протягиваясь через волокна окрашивается. Сумицубо часто изготовляются самими мастерами вручную, красиво украшаются и очень ценятся их владельцами. После завершения крупного строительства, например, такого, как храм, проводятся грандиозные празднования. Инструменты водружаются на почётное место в новом здании. Сумицубо является традиционным инструментом, который водружается наряду с остальными